# Национальный день пончика

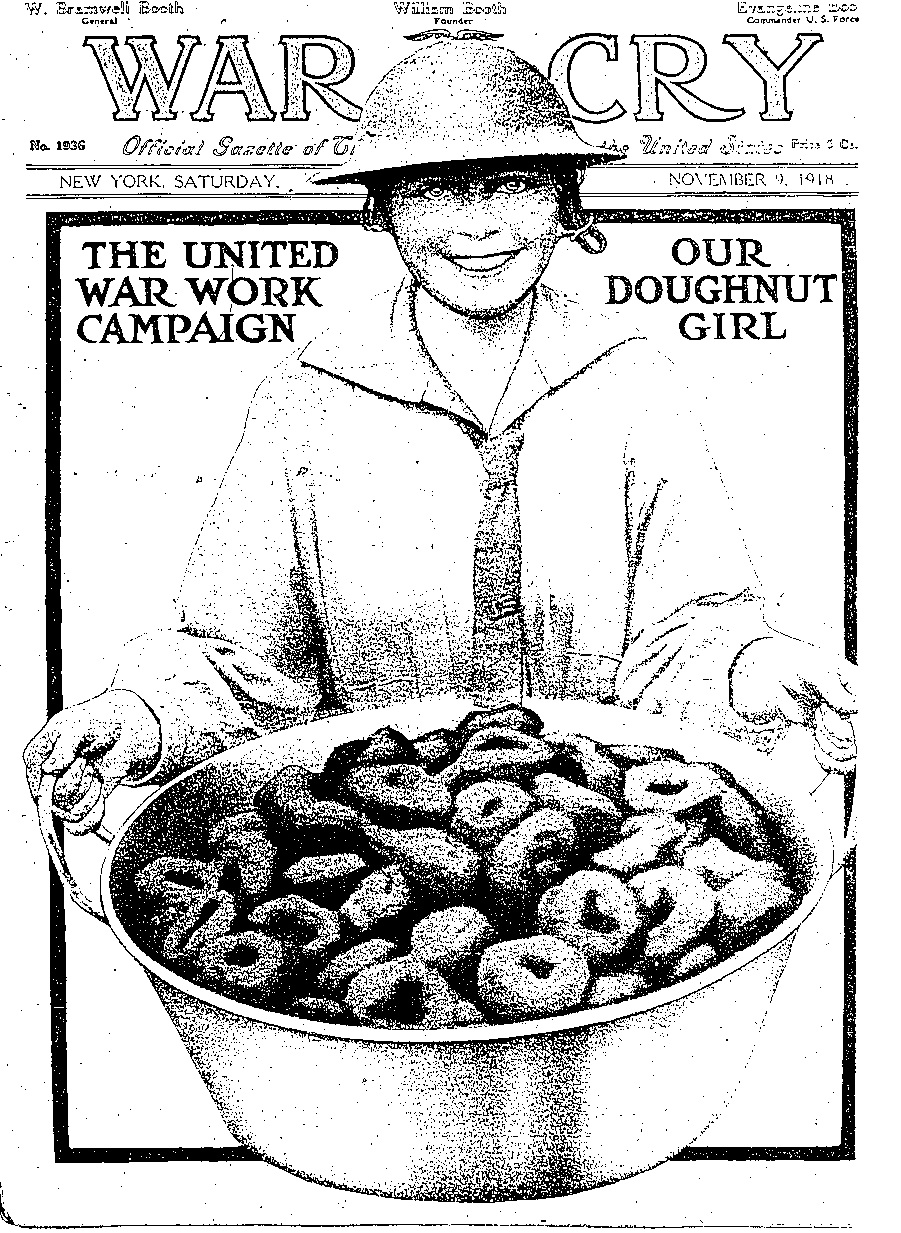
«Doughnut Dollies», 1918 год

Национальный день пончика (брит.англ.National Doughnut Day или амер.англ. National Donut Day) — праздник в Соединенных Штатах Америки, отмечающийся в первую пятницу июня, созданный Армией спасения в 1938 году в честь тех своих членов, которые подавали пончики солдатам во время Первой мировой войны.

## История
Вскоре после вступления США в Первую мировую войну (в 1917 году) Армия спасения направила свою миссию во Францию. Эта миссия организовала специальные палатки, в функции которых входило решение социальных вопросов американских военнослужащих. Организованы такие пункты помощи были возле американских армейских учебных центров. Первая миссия состояла из 250 добровольцев. Двум из её членов — прапорщику  Margaret Sheldon и адъютанту Helen Purviance — пришла в голову идея предоставления солдатам бесплатных пончиков. Вскоре женщины-волонтёры, которые выполняли эту работу, стали называться солдатами «Doughnut Dollies» («Пончиковые куколки»).
С 1938 года членами чикагской Армии спасения этот день стал отмечаться как национальный праздник. Первоначальной его целью было помочь во время Великой депрессии нуждающимся военнослужащим, участникам Первой мировой войны. 
С тех пор праздник обрел общенациональный масштаб, обретя новую идею — сбор пожертвований в пользу голодающих. В кофейнях в этот день выставляются благотворительные марки стоимостью в один доллар, и каждый может добавить их к своему счету. Сегодня во многих сетевых пекарнях США угощают пончиком бесплатно, в частности это делается в популярной сети Dunkin’ Donuts.

## Интересные факты
- Во время Второй мировой войны волонтёры Красного Креста также раздавали пончики военнослужащим.
- Национальный день пончика стал проводиться и в Великобритании[2].